# استان کاربونیا-ایگلسیاس
استان کاربونیا-ایگلسیاس (به ایتالیایی: Province di Carbonia-Iglesias) استانی در غرب کشور ایتالیا است. کاربونیا-ایگلسیاس در منطقهٔ ساردنی قرار دارد و مرکز آن شهر کاربونیا است. مساحت این استان ۱٬۴۹۵ کیلومتر مربع و جمعیت آن طبق سرشماری سال ۲۰۱۱ میلادی، تقریباً ۱۲۸٬۵۸۱ نفر بوده‌است.